# Jorge Aravena
Jorge Orlando Aravena (Santiago de Chile, 22 april 1958) is een voormalig profvoetballer uit Chili, die gedurende zijn carrière speelde als aanvallende middenvelder. Nadien stapte hij het trainersvak in.

## Clubcarrière
Aravena speelde clubvoetbal in Chili, Spanje, Mexico, Brazilië en Colombia. Hij begon zijn loopbaan in 1976 bij Universidad Católica, en beëindigde zijn carrière in 1993.

## Interlandcarrière
Aravena speelde 36 officiële interlands voor Chili, en scoorde 22 keer voor de nationale ploeg in de periode 1983-1990. Hij maakte zijn debuut in de vriendschappelijke uitwedstrijd tegen Argentinië (1-0 nederlaag) op 23 juni 1983, toen hij na tachtig minuten inviel voor Juan Carlos Letelier. Aravena nam met Chili onder meer deel aan de Copa América 1983.

## Erelijst
Universidad Católica
- Primera División

1984
- Copa Chile

1983
 Deportivo Cali
- Topscorer Copa Mustang

1987 (23 goals)
 Puebla FC
- Primera División

1990
- Copa Mexico

1990
 Union Española
- Copa Chile

1992